# ماورو فيراري
ماورو فيراري (بالإيطالية: Mauro Ferrari)‏ هو عالم إيطالي، ولد في 1959 في أوديني في إيطاليا.